# Philippe Nozières
Philippe Nozières (Parigi, 12 aprile 1932 – 15 giugno 2022) è stato un fisico francese, insignito del Premio Wolf per la fisica nel 1985 con il collega statunitense Conyers Herring, per i loro fondamentali contributi alla teoria dei solidi, specialmente per il comportamento degli elettroni nei metalli.

## Biografia
Laureatosi alla École normale supérieure di Parigi, ha proseguito gli studi negli Stati Uniti, presso l'Università di Princeton. Docente all'Università di Parigi e a quella di Grenoble, le sue ricerche si sono sviluppate presso l'Institut Laue-Langevin.